# Bill Groom
Bill Groom (...) è uno scenografo ed arredatore statunitense.
Inizia la sua carriera lavorando come arredatore per i film Risvegli e Lupo solitario, in seguito lavora come scenografo per film come Ragazze vincenti, L'innocenza del diavolo, Il tempo di decidere, The Forgotten, Perfect Stranger e molti altri. 
Nel 2008 cura le scenografie del film di Gus Van Sant Milk, ricostruendo le ambientazioni anni settanta e ritagliandosi un piccolo ruolo di un costumista.

## Filmografia parziale

### Cinema
- Ragazze vincenti (A League of Their Own), regia di Penny Marshall (1992)
- L'innocenza del diavolo (The Good Son), regia di Joseph Ruben (1993)
- Può succedere anche a te (It Could Happen to You), regia di Andrew Bergman (1994)
- Agenzia salvagente (Mixed Nuts), regia di Nora Ephron (1994)
- Money Train, regia di Joseph Ruben (1995)
- Uno sguardo dal cielo (The Preacher's Wife), regia di Penny Marshall (1996)
- Il tempo di decidere (Return to Paradise), regia di Joseph Ruben (1998)
- I ragazzi della mia vita (Riding in Cars with Boys), regia di Penny Marshall (2001)
- La promessa (The Plegde), regia di Sean Penn (2001)
- Una vita quasi perfetta (Life or Something Like It), regia di Stephen Herek (2002)
- The Forgotten, regia di Joseph Ruben (2004)
- Game 6, regia di Michael Hoffman (2005)
- Perfect Stranger, regia di James Foley (2007)
- Milk, regia di Gus Van Sant (2008)
- Paper Man, regia di Kieran Mulroney e Michele Mulroney (2009)
- Mangia prega ama (Eat Pray Love), regia di Ryan Murphy (2010)

### Televisione
- Il boss dei boss (Boss of Bosses), regia di Dwight H. Little – film TV (2001)